# Arnaud d’Ossat
Arnaud d’Ossat (ur. 20 lipca 1537 w Larroque, zm. 13 marca 1604 w Rzymie) – francuski kardynał.

## Życiorys
Urodził się 20 lipca 1537 roku w Larroque, jako syn Bernarda D’Ossata i Bertrande Conté. Studiował filozofię i prawo, a następnie został nauczycielem w Paryżu. Został sekretarzem ambasadora francuskiego przy Stolicy Piotrowej Paula de Foix, który był podejrzewany o związki z kalwinistami. Po jego śmierci, Ossat otrzymał propozycję zostania ministrem spraw zagranicznych od Henryka III, jednak odmówił. Przez pewien czas przebywał w Rzymie, jednak w 1589 roku powrócił do ojczyzny, jako sojusznik Ludwiki Lotaryńskiej. Dzięki współpracy z Jakiem Davy du Perronem udało mu się doprowadzić do zgody pomiędzy Henrykiem IV a Klemensem VIII. 9 września 1596 roku został wybrany biskupem Rennes, a 27 października przyjął sakrę. Nigdy nie objął diecezji, pozostając w Rzymie i dbając o interesy francuskie w Państwie Kościelnym. 3 marca 1599 roku został kreowany kardynałem prezbiterem i otrzymał kościół tytularny Sant’Eusebio. Rok później został przeniesiony do diecezji Bayeux. Zmarł 13 marca 1604 roku w Rzymie.